# 斯維特列 (克拉西利夫區)
49°38′6″N 26°44′24″E / 49.63500°N 26.74000°E
斯維特萊（烏克蘭語：Світле）是位於烏克蘭西部的村莊，由赫梅利尼茨基州裡赫梅利尼茨基區的扎斯盧奇內市鎮負責管轄。該村面積0.53平方公里，海拔高度323米，2001年人口123，人口密度每平方公里234.3人。